# 林俊 (明朝)
林俊（1452年—1527年），字待用，號見素，晚號雲庄，福建承宣布政使司興化府莆田縣（今福建省莆田市）人。明朝政治人物，成化戊戌進士，歷仕四朝，官至刑部尚书。

## 生平

### 成化年間
成化十三年（1477年）丁酉科福建鄉試第三十三名舉人，十四年（1478年）戊戌科會試第三名，廷試二甲二十七名進士，授刑部主事，進員外郎。其為人秉性耿直，不隨俗浮湛。其負責事情大多涉及權貴，曾經上疏請求斬妖僧繼曉，并治罪梁芳。憲宗大怒，命下詔獄。因後軍都督府經歷張黻論救，也一併被捕。經太監懷恩力救，林俊貶雲南姚州判官，張黻貶師宗州知州。當時朝廷言路堵塞，兩人名震京師。
不久，正月星變，憲宗感悟，恢復林俊官職，改為南京刑部員外郎。

### 弘治年間
弘治元年（1488年），因舉薦升任雲南副使，任內拆除鶴慶玄化寺等淫祀，并修建學堂。升按察使。弘治五年（1592年），調任湖廣按察使，曾經上疏稱陳時政得失。請求減少德安、安陸建王府及增修吉府的費用，不被批准。弘治九年（1496年），引病歸鄉，久之舉薦起為廣東右布政使，不拜。此後再起為南京右僉都御史，總督操江。弘治十四年（1501年），再次上疏請求減免建造并遠離奸臣等，此外還舉薦侍郎謝鐸，少卿儲巏、楊廉，致仕副使曹時中等人。在江西時期，多次抑制寧王朱宸濠貪暴。因母喪丁憂回鄉。

### 正德年間
明武宗即位后，言官交相舉薦，朝廷內的江西人合疏乞求召還林俊。起為右副都御史，再撫江西，因父喪丁憂去官。正德四年（1509年）服闕，任四川巡撫，平定眉州人劉烈叛亂。因功晉升爲右都御史。因得罪朝廷權貴致仕。

### 嘉靖年間
明世宗即位后，起用為工部尚書，改刑部尚書。在任期間屢次印疾請辭，世宗均不予批准。在刑部尚書期間，斬殺大量武宗時期權貴奸黨。加太子太保。大禮議中，他與楊廷和一同反對世宗立生父為皇考。次年，以病致仕。嘉靖六年（1527年）四月初六，夜二鼓卒於家。享年七十六。入祀莆田乡贤祠。。
《明倫大典》修成后，追論其罪，被削官。林俊為歷仕四朝，抗辭敢諫，最終因大禮議而去职，始終堅持為臣之大節。隆慶初年，恢復官職，贈少保，諡貞肅。著有《西征集》、《见素文集》二十八卷、《奏疏》七卷、《见素续集》十二卷。

## 家族
曾祖林崇德。祖父林宗，號敬斋，揚州府教授。父林元旭，號菊庄。母黄氏。具庆下。

## 延伸阅读
[在维基数据编辑]
 《國朝獻徵錄·卷之四十五》，出自焦竑《國朝獻徵錄》
 《明史卷一百九十四》，出自《明史》